# Jón Pauli Olsen
Jón Pauli Olsen  (Vágur, 1968. augusztus 17. –) feröeri labdarúgócsatár, az FC Suðuroy korábbi edzője.

## Pályafutása
1991 és 2009 között csatárként játszott a VB Vágur, majd az összeolvadással létrejött VB/Sumba csapatában. 2008-ban játékosedzőként vette át a csapat vezetését. A hazai bajnokságban pályafutása során 212 mérkőzésen összesen 53 gólt szerzett a váguri csapat színeiben, amivel az öt legjobb között van.
A 2009-es szezonban a VB/Sumba edzője lett, és a névváltoztatás után az FC Suðuroy csapatát is ő irányítja. 2010 februárjában szerezte meg az A-licences edzői képesítést. A 2010-es szezon végén távozott a klubtól.

## Fordítás
- Ez a szócikk részben vagy egészben a Jón Pauli Olsen című angol Wikipédia-szócikk ezen változatának fordításán alapul.  Az eredeti cikk szerkesztőit annak laptörténete sorolja fel. Ez a jelzés csupán a megfogalmazás eredetét és a szerzői jogokat jelzi, nem szolgál a cikkben szereplő információk forrásmegjelöléseként.